# Westminster (métro de Londres)
Pour les articles homonymes, voir Westminster (homonymie).
Westminster est une station des lignes : Circle line, District line et Jubilee line du métro de Londres, en zone 1. Elle est située sur la Bridge Street, proche de la rive nord de la Tamise et de l'Abbaye de Westminster, du Palais de Westminster et du 10 Downing Street, sur le territoire de la cité de Westminster.

## Histoire
La station fut originellement construite par le Metropolitan District Railway (MDR) dès 1868. Elle a été reconstruite en 1999 pour le prolongement de la Jubilee line.

## À proximité
- Big Ben
- Palais de Westminster
- Abbaye de Westminster
- Église Sainte-Marguerite de Westminster
- Pont de Westminster